# Aventure sans pareille d'un certain Hans Pfaall
Aventure sans pareille d'un certain Hans Pfaall (The Unparalleled Adventure of One Hans Pfaall dans l'édition originale) est une nouvelle d'Edgar Allan Poe, parue en  juin 1835, dans l'édition du magazine mensuel Southern Literary Messenger, conçue comme un canular journalistique par Poe. Elle fut traduite en français par Charles Baudelaire.
Dans cette nouvelle, présentée sous la forme d'un journal, un homme nommé Hans Pfaall entame un voyage fantastique en ballon, partant de Rotterdam dans le but d'atteindre la Lune. 

## Résumé
Cette nouvelle débute par l'apparition d'un ballon gonflable dans le ciel de Rotterdam, produisant un vacarme si spectaculaire que tous les habitants de la célèbre ville hollandaise viennent observer l'étrange phénomène. Le ballon descend vers la ville jusqu'à ce que la foule puisse apercevoir un singulier individu à bord de l'engin, caractéristique par sa très petite taille. En hâte, cet étrange personnage lance par-dessus bord une lettre, qui atterrit aux pieds du bourgmestre Superbus Von Underduk. La lettre en question a été rédigée par un homme du nom d'Hans Pfaall, qui avait disparu de Rotterdam quelques années plus tôt.
Pfaall raconte dans cette lettre les aventures qu'il a vécues au cours des dernières années après sa disparition, qui était en fait une fuite. Il y explique pourquoi et comment il a si soudainement quitté sa ville natale, et raconte ensuite le déroulement de l'expédition qu'il a menée vers la Lune en solitaire.
Pfaall présente cette lettre comme un carnet de voyage et y explique ainsi, qu'étant encore raccommodeur de soufflets avant sa fuite, il avait fini par crouler sous les dettes à cause du déclin de son métier. Ses créanciers, se rendant compte que les affaires de leur emprunteur étaient malmenées, essayèrent de récupérer l'argent qu'ils avaient prêté. Hans Pfaall pense alors au suicide. Mais il se ravise et décide avec un certain sadisme de faire attendre ses créanciers en leur promettant un remboursement rapide, lui laissant ainsi le temps d'élaborer sa vengeance.
Le Rotterdamois, qui n'a plus rien à perdre, décide alors de tenter un voyage vers la Lune plutôt que de se donner la mort. Il construit alors un ballon adapté aux conditions supposées difficiles de la haute atmosphère et de l'espace entre la Terre et son satellite naturel. Une fois ce ballon terminé, Pfaall décide de partir le 1er avril à la nuit tombée et invite ses créanciers à le rejoindre en leur laissant penser que l'expédition qu'il va mener lui permettra de récupérer une grande quantité d'argent qui servira à rembourser les dettes avec leurs intérêts. Alors que les hommes d'affaires finissent de gonfler le ballon, Pfaall entre dans l'engin et décolle soudainement, peu après avoir allumé un tonneau de poudre qui explose au nez de ceux que Pfaall appelle ses « bourreaux ». Les pauvres hommes meurent sur le coup, tandis que Pfaall s'élance vers la Lune. Son récit narré dans une longue lettre adressée au Bourgmestre et aux autorités scientifiques est éblouissant d'exactitude et il y demande grâce pour le meurtre de ses créanciers, qui lui est d'ailleurs accordée. Dans les dernières lignes, on s'aperçoit que l'auteur au travers des rumeurs et des articles de presse parus après cette affaire, veut nous faire comprendre qu'il s'agit en fait d'une savante mystification.

## Réactions
Le canular lancé par Edgar Poe qui prévoyait une suite possible aux aventures de son héros fut éclipsé en grande partie par le Grand Canular Lunaire (Great Moon Hoax) lancé le 25 août 1835, peu après la publication des aventures d'Hans Pfaall.
Les lois de la physique transgressées et les incongruités de ce voyage étaient suffisamment évidentes dans l'esprit de l'auteur pour que ce voyage prête à réfléchir pour le lecteur rationnel.